# Marc Camps
Marc Camps is een personage uit de Belgische televisieserie Matroesjka's dat wordt gespeeld door Marc Van Eeghem.
Marc Camps was een lid van de bende van Ray Van Mechelen. Hij is gescheiden en heeft een dochter, Cathy. Marc Camps staat bekend als een rustig persoon die veel contacten legt met andere vrouwenhandelaars. Zo verkocht hij prostituées aan de Nederlander Evert van Praag, maar die verkoop liep uit de hand. Aan het einde van seizoen 1 werd Camps gearresteerd en veroordeeld tot 6 maanden effectief voor valsheid in geschrifte en 6 maanden voorwaardelijk voor bendevorming.